# Krait (CPU)
Krait é um processador para dispositivos mobile baseado na arquitetura  ARM. Faz parte da familia de System on chips Qualcomm Snapdragon S4 e Snapdragon 400/600/800 (Krait 200, Krait 300, Krait 400 and Krait 450). Foi criado em 2012 como sucessor do Scorpion e embora possua algumas semelhanças com o ARM Cortex-A15, é importante dizer que este chip é baseado no Cortex-A9.

## Visão Geral[1]
- pipeline de 11 estágios com decode de 3 vias e 4 vias, execução fora de ordem especulativa e execução superscalar
- 7 portas de execução
- 4 KB + 4 KB L0 cache
- 16 KB + 16 KB 4-way de cache L1 associativa
- 1 MB 8-way de cache (dual-core) associativa ou 2 MB (quad-core) de cache L2
- Configurações Dual ou quad-core
- Performance (DMIPS/MHz):
  - Krait 200: 3.3 (28 nm LP)
  - Krait 300: 3.39[2] (28 nm LP)
  - Krait 400: 3.39 (28 nm HPm)
  - Krait 450: 3.51 (28 nm HPm)